# جورج دبليو. بيلامي
جورج دبليو. بيلامي (بالإنجليزية: George W. Bellamy)‏ هو سياسي أمريكي، ولد في 1 ديسمبر 1867 في ميزوري في الولايات المتحدة، وتوفي في 1920. نشط حزبياً في الحزب الديمقراطي. وقد انتخب نائب حاكم أوكلاهوما ‏.